# Euonymus congolensis
Euonymus congolensis là một loài thực vật có hoa trong họ Dây gối. Loài này được R.Wilczek mô tả khoa học đầu tiên năm 1959.